# Ginger Snaps 2: Unleashed
Ginger Snaps 2: Unleashed is een Canadese horrorfilm uit 2004. De film is een vervolg op de film uit 2000, Ginger Snaps en het tweede deel in de Ginger Snaps-serie, geschreven door Megan Martin en geregisseerd door Brett Sullivan.

## Synopsis
In dit vervolg zien we hoe Brigitte, de jongere zus van Ginger, slachtoffer wordt van hetzelfde virus dat haar nu overleden zus in een weerwolf deed veranderen.
Geplaagd door visioenen van Ginger, probeert Brigitte haar lichamelijke verandering tegen te houden. Ze gebruikt daarvoor het giftige extract van de monnikskap plant, die haar gaandeweg verslaafd maakt. Terwijl ze een junkieleven leidt, wordt ze gestalkt door een mannelijke weerwolf, die met haar wil paren. Nadat hij haar bruut heeft aangerand, wordt Brigitte wakker in een afkickkliniek. Gevangen zonder het gif van de plant, voelt Brigitte de weerwolf in haar ontwaken. Ondertussen sluit Brigitte vriendschap met het mysterieuze meisje Ghost die Brigittes geheim ontdekt. 
Het duurt dan ook niet lang of de eerste doden vallen...

## Rolverdeling
- Emily Perkins - Brigitte Fitzgerald
- Tatiana Maslany - Ghost
- Eric Johnson - Tyler
- Janet Kidder - Alice Severson
- Katharine Isabelle - Ginger Fitzgerald
- Brendan Fletcher - Jeremy
- Pascale Hutton - Beth-Ann
- Chris Fassbender - Luke
- Michelle Beaudoin - Winnie
- Susan Adam - Barbara, Ghosts oma
- Patricia Idlette - Dr. Brookner
- Lydia Lau - Koral
- Jake McKinnon - Weerwolf